# イヴァロ空港
イヴァロ空港（イヴァロくうこう、フィンランド語：Ivalon lentoasema、北部サーミ語：Avvila girdingieddi、英語：Ivalo Airport）は、フィンランドのイヴァロにある空港。イナリ地方の中心の村であるイヴァロから南西へ11キロメートル、またサーリセルカ村から北へ25キロメートルに位置する。フィンランドおよび欧州連合の中で最北に位置する空港である。